# Dufferin—Caledon (circonscription provinciale)
Circonscription électorale provinciale du Canada
Dufferin—Caledon est une circonscription provinciale de l'Ontario représentée à l'Assemblée législative de l'Ontario depuis 2007. Par ailleurs, la circonscription a existé de 1987 à 1999 avec les mêmes frontières, mais sous le nom de Dufferin—Peel.

## Géographie
La circonscription est située au nord de Toronto. La circonscription est constituée des entités municipales suivantes : Caledon, Orangeville, Mono, Shelburne, Amaranth, Mulmur, Melancthon, East Luther Grand Valley et East Garafraxa. 
En 2011, les circonscriptions limitrophes étaient Bramalea—Gore—Malton, Brampton—Springdale, Brampton-Ouest, Bruce—Grey—Owen Sound, Oak Ridges—Markham, Perth—Wellington, Simcoe—Grey, Vaughan et Wellington—Halton Hills. Depuis 2015, les circonscriptions limitrophes sont Bruce—Grey—Owen Sound, Simcoe—Grey, Perth—Wellington, Wellington—Halton Hills, King—Vaughan, Brampton-Est, Brampton-Nord et Brampton-Ouest.

## Historique
| Dufferin—Peel                                                           |               |        |              |                           |
| Législature                                                             | Années        | Député | Député       | Parti                     |
| Dufferin—Peel                                                           |               |        |              |                           |
| 34e                                                                     | 1987-1990     |        | Mavis Wilson | Libéral                   |
| 35e                                                                     | 1990-1995     |        | David Tilson | Progressiste-conservateur |
| 36e                                                                     | 1995-1999     |        | David Tilson | Progressiste-conservateur |
| Circonscription dissoute                                                |               |        |              |                           |
| Dufferin—Caledon Circonscription issue de Dufferin—Peel—Wellington—Grey |               |        |              |                           |
| 39e                                                                     | 2007-2011     |        | Sylvia Jones | Progressiste-conservateur |
| 40e                                                                     | 2011-2014     |        | Sylvia Jones | Progressiste-conservateur |
| 41e                                                                     | 2014-2018     |        | Sylvia Jones | Progressiste-conservateur |
| 42e                                                                     | 2018-2022     |        | Sylvia Jones | Progressiste-conservateur |
| 43e                                                                     | 2022–2025     |        | Sylvia Jones | Progressiste-conservateur |
| 44e                                                                     | 2025–en cours |        | Sylvia Jones | Progressiste-conservateur |

## Résultats électoraux
Depuis 2007
1987-1999

## Circonscription fédérale
Depuis les élections provinciales ontariennes du 4 octobre 2007, l'ensemble des circonscriptions provinciales et des circonscriptions fédérales sont identiques.